# Szirwan (Iran)
Szirwan (perski: شيروان) – miasto w Iranie, w ostanie Chorasan Północny. W 2006 roku miasto liczyło 82 790 mieszkańców w 20 878 rodzinach.